# ادوین جاستوس مایر
ادوین جاستوس مایر (انگلیسی: Edwin Justus Mayer؛ ۸ نوامبر ۱۸۹۶ – ۱۱ سپتامبر ۱۹۶۰) یک فیلم‌نامه‌نویس اهل ایالات متحده آمریکا بود.

## فیلم‌شناسی
- دانوب آبی (۱۹۲۸)
- بانوی الهی (۱۹۲۹)
- عشق (فیلم ۱۹۳۰) (۱۹۳۰)
- نه آن‌قدر احمق (۱۹۳۰)
- جمع اضداد محال است (۱۹۳۱)
- عشق‌بازی‌های چلینی (۱۹۳۴)
- ریو (۱۹۳۹)
- زیرزمین (۱۹۴۱)